# Pavel Černoch

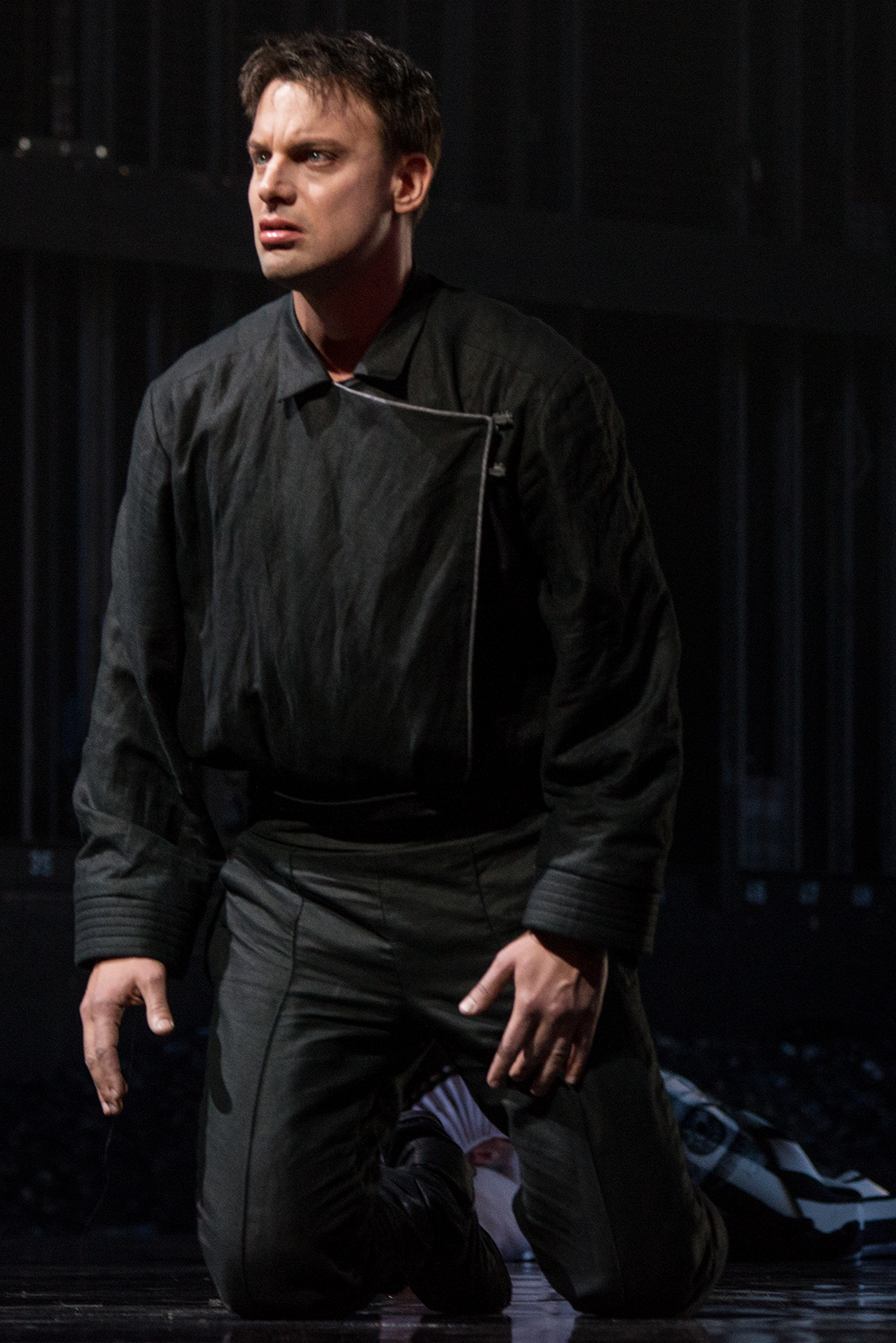
Als Amleto
bei den Bregenzer Festspielen 2016

Pavel Černoch (geboren am  2. Mai 1974  in Brünn) ist ein tschechischer Opernsänger der Stimmlage Tenor.

## Leben und Werk
Pavel Černoch sang   als Kind im Cantilena Kammerchor und studierte später an der Janáček-Akademie für Musik und Darstellende Kunst (JAMU) in seiner Heimatstadt. Er setzte seine Gesangsausbildung bei Paolo de Napoli in Florenz fort und besuchte Meisterkurse in Italien. Paolo de Napoli unterstützt Černoch nach wie vor stimmbildnerisch.
Der Sänger debütierte am Janáček-Theater in Brno in Mozarts Zauberflöte und wurde  nach Prag, Riga, Cagliari, Athen, an die Oper Graz und an die  Wiener Volksoper engagiert.

### Oper
Černoch ist in einer Reihe von Opern seines Landsmanns Leoš Janáček aufgetreten – als Boris Grigorjevic in Káťa Kabanová an den Staatsopern Berlin und Stuttgart; als Steva und Laca Clemen in Jenůfa in München, Riga, Stuttgart und Zürich sowie als Albert Gregor in der Věc Makropulos, wiederum in München. Aus dem tschechischen Repertoire stammen auch die Rollen des Michelis in Martinůs The Greek Passion, des Prinzen in Dvořáks Rusalka, welchen er bislang in Brüssel, Zürich, Glyndebourne, Neapel, Paris und Riga verkörperte, und des Jenik in Smetanas Verkaufter Braut, welchen er an der Opéra National de Paris sang. Aus dem russischen Fach singt Černoch den Vladimir in Borodins Fürst Igor, den Lykov in Rimski-Korsakows Die Zarenbraut und zwei Tschaikowski-Partien – den Lenski im Eugen Onegin und den Vaudémont in Jolanthe. Mit letzterer Partie debütierte er im Januar 2012 am Teatro Real von Madrid, es inszenierte Peter Sellars, es dirigierte Teodor Currentzis.
Černoch definiert sein Repertoire in der Mitte des Dreiecks lyrischer Tenor, jugendlicher Heldentenor und Tenore spinto – mit einem deutlichen Schwerpunkt auf dem italienischen und französischen Opernœuvre des späten 19. und frühen 20. Jahrhunderts: Er singt von Verdi den Alfredo in La traviata, den Gabriele Adorno in Simone Boccanegra sowie die Titelpartie des Don Carlos, von Puccini den Pinkerton in Madama Butterfly und den Rodolfo in La Bohème, weiters den Don José in Bizets Carmen, den Roméo in Gounods Roméo et Juliette, sowie die Titelpartien in zwei französischen Faust-Vertonungen – Gounods Faust und Berlioz’ La damnation de Faust. Das für 2016 geplante Debüt in der Titelpartie von Offenbachs Les Contes d’Hoffmann an der Württembergischen Staatsoper hat der Sänger jedoch abgesagt. Des Sängers Ausflüge ins deutsche Fach beschränken sich auf den Lyonel in Flotows Martha. Von Mozart sang er den Don Ottavio im Don Giovanni, außerdem den Alfred in der Fledermaus von Johann Strauß und den Simon im Bettelstudenten von Carl Millöcker.
Zu seinen Bühnenpartnerinnen zählen unter anderem Anja Harteros, Karita Mattila, Anna Netrebko, Angela Denoke, Eva-Maria Westbroek und Kristīne Opolais.
Seit seinem Debüt an der Bayerischen Staatsoper in München im Jahr 2009 trat der Tenor  an den Staatsopern von Berlin, Hamburg und Stuttgart, an der Oper Köln und am Opernhaus Zürich, am Théâtre Royal de la Monnaie in Brüssel, der Opéra National de Paris sowie der Opéra de Nice und der Opéra de Lyon und mehrfach beim Glyndebourne Festival, weiters an der Finnischen Nationaloper in Helsinki, im Royal Opera House Muscat im Sultanat Oman und am Bolschoi-Theater in Moskau sowie am Teatro San Carlo in Neapel und an der Scala in Mailand auf.
2016 übernahm er bei den Bregenzer Festspielen die Titelrolle in einer Neuinszenierung des Amleto von Arrigo Boito (Libretto) und Franco Faccio (Komposition). Es handelte sich um die Österreichische Erstaufführung und zugleich um die erste europäische Aufführung des vergessenen Werkes seit 145 Jahren.  Pavel Černoch konnte sowohl darstellerisch, als auch gesanglich einen großen persönlichen Erfolg erringen. Das Publikum bejubelte ihn, Kritiker lobten seine Darstellung des traurigen Prinzen von Dänemark. 2016 sang er ebenfalls seinen ersten Don Carlos an der Hamburgischen Staatsoper. 2017 folgten u. a. Wladimir in Fürst Igor in Amsterdam, Lenski und Don Carlos an der Opéra Bastille Paris sowie in La damnation de Faust in Rom. 2018 gab er sein Rollendebüt als Cavaradossi in Athen sowie sein Debüt an der Wiener Staatsoper, wiederum als Lenski in Eugen Onegin.
Ab 2019 sind Debüts an der Royal Opera London und Metropolitan Opera New York angekündigt.

### Konzert
Černoch singt auch regelmäßig im Konzertsaal, er wurde vom BBC Proms, das Bergen Festival, das Verbier Festival, das City of Birmingham Symphony Orchestra und Boston Symphony Orchestra eingeladen. In Antwerpen, Gent und Stuttgart sang er das Tenorsolo im Verdi-Requiem, in London und Zürich die Glagolitische Messe von Leoš Janáček, in Boston die Choralsymphonie Kolokola op. 35 von Sergei Rachmaninoff. Er arbeitet mit den Dirigenten Daniel Barenboim, Jiří Bělohlávek, Charles Dutoit, John Eliot Gardiner, Daniele Gatti, Tomáš Hanus, Jakub Hrůša, Andris Nelsons, Kirill Petrenko, Simon Rattle, Gennady Rozhdestvensky und Vassily Sinaisky zusammen.

## Tonaufnahmen (Auswahl)
- Dvořák: Rusalka, Oper in drei Akten, aus dem Théâtre Royal de la Monnaie (Brüssel), 2014. Dirigent: Julian Hubbard, mit Myrtó Papatanasiu, Pavel Černoch, Annalena Persson, Willard White, Renée Morloc, EuroArts
- Bohuslav Martinů: Řecké pašije, H. 372, Oper in vier Akten, 13. April 2006 (live aus dem Prager Nationaltheater, Londoner Erstfassung): Jiří Bělohlávek (Dirigent), Orchester des Prager Nationaltheaters. Mit Luděk Vele (Grigoris), Aleš Hendrych (Patriarcheas), Václav Knop (Ladas), Pavel Černoch (Michelis), František Zahradníček (Kostandis), Jan Vacík (Yannakos), Tomás Cerný (Manolios), Karel Černoch (Nikolio), Jan Markvart (Andonis), Maida Hundeling (Katerina), Jaroslav Březina (Panait), Petra Nótová (Lenio), Lenka Šmidová (Alte Frau), Roman Janál (Fotis), Hana Jonášová (Despinio), Miroslav Podskalsky (Alter Mann).
- Tschaikowski: Iolanta, 2012. Aus dem Teatro Real de Madrid, Dirigent: Teodor Currentzis, Inszenierung: Peter Sellars. Mit Ekaterina Scherbachenko, Pavel Černoch. DVD.
- Tschaikowski: Pantöffelchen, komisch-phantastische Oper in vier Akten, Januar 2000 (live aus Cagliari): Gennadi Roschdestwenski (Dirigent), Orchester und Chor des Teatro Lirico di Cagliari. Mit Valerij Popov (Wakula), Ludmilla Schemtschuk (Solocha), Albert Schagidullin (Teufel und Zeremonienmeister), Vladimir Ognovenko (Tschub), Ekaterina Morosova (Oksana), Barseg Tumanyan (Pan Golowa), Valentin Okenko (Panas), Grigory Osipov (Durchlaucht), Pavel Černoch (Diensthabender), Frantisek Zahradnicek (Alter Saporoger), Fabio Bonavita (Stimme des Waldteufels). Dynamic CDS 287/1-3 (3 CD).[5]:19010